# 2009 par pays au Proche-Orient
Les évènements par pays de l'année 2009 au Proche-Orient et dans le monde arabe. 

Chronologie par pays au Proche-Orient
- 2005
- 2006
- 2007
- 2008
- 2009
- 2010
- 2011
- 2012
- 2013

## Tout le Proche-Orient

### Premier trimestre
- Mardi 6 janvier 2009 : Le secrétaire général de la Ligue arabe, Amr Moussa, et les ministres des Affaires étrangères de la Libye, de la Jordanie, du Liban, du Maroc et du Qatar présentent un projet de résolution au Conseil de sécurité des Nations unies qui appelle « à un cessez-le-feu permanent et immédiat, à la levée du siège, à l'ouverture des points frontaliers entre Gaza et Israël et également entre Gaza et l'Égypte ». Les États-Unis font savoir que la situation n'était pas mûre pour une résolution appelant à un cessez-le-feu. Les Européens plaident pour le déploiement d'observateurs internationaux, mais Israël voudrait que ces observateurs empêchent aussi la contrebande d'armes par l'Égypte via les tunnels creusés sous la frontière, alors que les autorités égyptiennes sont opposées à un tel déploiement.

- Jeudi 15 janvier 2009 : 
  - Oussama ben Laden utilise le drame palestinien pour lancer un « appel au djihad pour stopper l'agression contre Gaza » et s'adresse au président Barack Obama. Dans un enregistrement audio mis en ligne sur des sites Internet islamistes, il constate « le lourd héritage » que le nouveau président reçoit de George W. Bush, et promet d'« ouvrir de nouveaux fronts » au-delà de l'Afghanistan et de l'Irak[1] : « le djihad au nom d'Allah est l'unique moyen de reconquérir Al-Aqsa ». S'adressant à la nation islamique, il déclare : « Vous êtes capables de vaincre l'entité sioniste […] malgré le fait que la plupart des dirigeants arabes soutiennent l'alliance des croisés et des sionistes ». Selon lui, Al-Qaïda est prête à combattre « sept ans de plus, puis encore sept après ça, puis encore sept… » et elle est « en train d'ouvrir de nouveaux fronts » appelant les musulmans à « rejoindre les moudjahidin pour continuer le djihad contre l'ennemi, le faire saigner sur ces deux fronts et sur les nouveaux fronts ». Oussama Ben Laden estime que « l'Amérique ne peut pas faire la guerre pendant plusieurs décennies », pour des raisons financières, et croit que Barack Obama est d'une certaine manière piégé : « S'il se retire de la guerre, c'est une défaite militaire. S'il continue la guerre, il plonge dans la crise économique ».
  - Amnesty International appelle à un embargo sur les armes pour faire cesser l'effusion de sang dans la bande de Gaza, enjoignant aux États-Unis de renoncer à ses projets de livraison d'armes à son allié israélien : « La dernière chose dont on a besoin maintenant est plus d'armes et de munitions dans la région, qui est inondée d'armes employées en violation des lois internationales et qui ont un effet dévastateur sur la population civile à Gaza » estimant que le Conseil de sécurité des Nations unies devrait imposer « un embargo sur les armes immédiat et complet contre toutes les parties en conflit à Gaza […] Les roquettes et les équipements destinés à en fabriquer introduits dans Gaza d'Égypte sont utilisés contre la population civile du sud d'Israël ». Dernièrement, les États-Unis ont dû annuler la livraison prévue de munitions dans un entrepôt américain en Israël, depuis un port grec, face aux objections d'Athènes.

- Vendredi 16 janvier 2009 : Mini-sommet de 13 pays arabes à Doha (Algérie, Comores, Djibouti, Liban, Libye, Mauritanie, Qatar, Soudan, Syrie), boycotté par 9 autres pays arabes, dont l'Égypte et l'Arabie saoudite, pour discuter de l'offensive israélienne à Gaza. Le président palestinien Mahmoud Abbas n'a pas fait le déplacement.

- Mardi 20 janvier 2009 : Les dirigeants arabes réunis lors du sommet de Koweït approuvent le lancement en 2010 d'une union douanière, premier pas sur la voie d'un marché commun arabe, ainsi que la création d'un réseau électrique et d'un réseau de chemins de fer panarabes. Une résolution appelle les pays arabes à entreprendre « les mesures nécessaires pour annoncer le lancement d'une union douanière arabe en 2010 et achever sa mise en place en 2015 » afin de préparer la voie à la création d'un marché commun arabe en 2020. La zone de libre-échange lancé il y a 3 ans n'a pas eu un grand effet sur le volume des échanges commerciaux entre les 22 membres de la Ligue arabe[2]. Ce sommet a aussi été dominé par un vif débat sur l'offensive militaire israélienne contre le mouvement islamiste palestinien Hamas dans la bande de Gaza, cependant ils n'ont pu s'entendre sur la rédaction d'une déclaration commune parce que, d'après le ministre irakien des Affaires étrangères, Hoshyar Zebari, « certains étaient retranchés sur leurs positions ». La crise de Gaza a mis au jour la division des pays arabes en deux camps, ceux qui soutiennent l'action du Hamas au pouvoir par la force depuis juin 2007 et ceux des pays arabes plus modérés qui cherchent à faire pression sur le Mouvement de la Résistance islamique[3].

- Jeudi 22 janvier 2009 : Dans un enregistrement vidéo mis en ligne, un dirigeant d'al-Qaïda appelle à des attaques en Grande-Bretagne et aux États-Unis, en riposte à l'offensive israélienne à Gaza, selon le centre américain de surveillance de sites islamistes.

- Vendredi 23 janvier 2009 : Le président libyen Mouammar Kadhafi, un fervent opposant au projet tel qu'il est, estime que l'offensive israélienne dans la bande à Gaza a « porté un coup à l'Union pour la Méditerranée » : « Nous regrettons ce coup porté à l'UPM alors qu'il était à ses débuts […] Est-ce que la destruction de Gaza et le meurtre d'enfants sont parmi les projets concrets promis par l'UPM ? […] Je pense que les partenaires du sud vont réviser leur adhésion à l'UPM » dont fait partie Israël, proposant que cette Union se limite aux pays nord-africains et du sud de l'Europe occidentale.

- Lundi 26 janvier 2009 : Dans un entretien accordé à la chaîne al-Arabiya, le président américain, Barack Obama, affirme que le moment est venu pour les Israéliens et les Palestiniens de revenir à la table des négociations. Il assure qu'il tiendra ses engagements de campagne vis-à-vis du monde musulman : non seulement d'engager sans attendre l'effort pour faire la paix entre Israéliens et Palestiniens, mais aussi de retirer les troupes américaines d'Irak, de prononcer rapidement un discours à l'adresse des musulmans depuis une grande capitale musulmane, et plus généralement de tendre la « main de l'amitié » au monde musulman et de restaurer la relation qu'ont les États-Unis avec lui. Il annonce avoir envoyé au Proche-Orient son émissaire George Mitchell avec pour consigne de « commencer par écouter parce que, trop souvent, les États-Unis commencent par dicter les choses », puis de revenir lui rendre compte de ce qu'il aura entendu, mais, « au bout du compte, ce n'est pas à nous de dire aux Israéliens ou aux Palestiniens ce qui vaut mieux pour eux. Il va falloir qu'ils prennent certaines décisions ». Il pense que quelques mois ne suffiront pas à résoudre le conflit : « Je continuerai à croire que la sécurité d'Israël est prépondérante […] mais je crois aussi qu'il existe des Israéliens pour reconnaître l'importance de faire la paix ».

- Mardi 3 février 2009 : Les chefs de la diplomatie d'une dizaine de pays arabes se réunissent à Abou Dabi pour discuter de l'assainissement des relations arabes pour bien préparer le prochain sommet ordinaire prévu en mars au Qatar. Selon le ministre palestinien des Affaires étrangères, Riyad Al-Maliki : « L'objectif principal de la réunion est le renforcement de l'action arabe commune et l'assainissement des relations interarabes […] Nous voulons nous rendre au sommet de Doha avec un esprit positif pour faire réussir cette réunion. C'est pourquoi nous œuvrons pour assainir nos relations et créer les conditions d'une telle réussite ».

- Samedi 14 mars 2009 : Le chef d'al-Qaida, Oussama ben Laden, accuse les pays arabes de « complicité » avec « l'alliance croisée et sioniste » lors de la récente offensive israélienne dans la bande de Gaza, dans un enregistrement sonore diffusé samedi par la chaîne Al Jazeera, faisant particulièrement allusion à l'Arabie saoudite et à l'Égypte.

- Dimanche 30 mars 2009 : 
  - Ouverture du 21e sommet ordinaire de la Ligue arabe à Doha, en présence du président soudanais Omar Al-Bachir, poursuivi pour crimes de guerre et crimes contre l’humanité au Darfour par la Cour pénale internationale (CPI), mais en l'absence du président égyptien, Hosni Moubarak qui a décidé de ne pas se rendre au Qatar. Cette réunion sera consacrée une nouvelle fois au conflit israélo-palestinien avec le réexamen de l’Initiative arabe, lancée par l’actuel roi d’Arabie saoudite Abdallah, adoptée en 2002 à Beyrouth puis relancée en 2007 à Riyad. Cette initiative prévoit une normalisation totale de la Ligue et de pays de l’Organisation de la conférence islamique (OCI) avec Israël en échange d’un retrait par l’armée israélienne des territoires conquis en 1967 — après les retraits du Sinaï en 1982 et de la Bande de Gaza en 2005, restent aujourd’hui la Cisjordanie palestinienne et le Golan syrien.
  - Le sommet de Doha qui devait se terminer lundi à midi se termine prématurément après une demi-journée de travaux. Le sommet a été marqué par un incident entre le numéro un libyen Mouammar Kadhafi et le roi Abdallah d'Arabie saoudite, qui sont en froid depuis des années. Il apparaît que l'offensive militaire israélienne dans la bande de Gaza (27 décembre-18 janvier) a encore aggravé les divisions entre les pays arabes.

### Deuxième trimestre
- Mardi 21 avril 2009 : La Turquie et l'Arménie, qui n'ont pas de relations diplomatiques, sont tombées d'accord sur une « feuille de route » en vue d'une « normalisation de leurs relations bilatérales », au cours de discussions avec la médiation de la Suisse. Ankara n'entretient pas de relations diplomatiques avec Erevan depuis l'indépendance de l'Arménie en 1991 en raison de divergences sur la question des massacres d'Arméniens survenus dans l'Empire ottoman entre 1915 et 1917. Les massacres et déportations d'Arméniens entre 1915 et 1917 ont fait plus d'un million et demi de morts selon les Arméniens, 300 000 à 500 000 selon la Turquie qui récuse la notion de génocide reconnue notamment par la France, le Canada et le Parlement européen.

- Samedi 23 mai 2009 : Ouverture à Damas d'une session ministérielle de l'Organisation de la conférence islamique (OCI). Lors de son discours, le président syrien Bachar el-Assad a qualifié Israël de « grand obstacle à la paix » : « L'échec du processus de paix jusqu'à présent a montré d'une manière flagrante qu'Israël était le grand obstacle à la paix […] Notre expérience avec Israël lors des négociations de paix indirectes par l'intermédiaire de la Turquie en est une nouvelle preuve […] L'échec de l'action politique dans la restitution des droits légitimes à leurs propriétaires donnera le droit à la résistance de faire son devoir pour les récupérer », en référence notamment aux droits des Palestiniens et des Syriens quant à leurs terres occupées[4].

- Vendredi 19 juin 2009 : Le président égyptien Hosni Moubarak estime que la colonisation juive dans les territoires palestiniens « doit cesser » et qu'un accord de paix au Proche-Orient est « à portée de main », rendant aussi hommage au président américain Barack Obama pour avoir « ouvert la voie » à un accord de paix dans la région. Le monde arabe « doit rendre la pareille avec un leadership direct venant de son propre fait ».

- Lundi 22 juin 2009 : Selon l'Égyptien Mustafa Abou Al-Yazid un des chefs d'Al-Qaïda en Afghanistan, l'organisation terroriste n'hésitera pas à utiliser, le cas échéant, l'armement nucléaire pakistanais dans sa lutte contre les États-Unis, affirme le chef de la nébuleuse islamiste en Afghanistan : « Avec l'aide de Dieu, les armes atomiques ne tomberont pas dans les mains des Américains et les moudjahidins s'en empareraient pour les utiliser contre les Américains […] Nous nous attendons à ce que l'armée pakistanaise soit battue [dans la vallée de Swat…] La stratégie à venir d'Al-Qaida reste la même qu'auparavant : frapper à la tête du serpent, la tête de la tyrannie, à savoir les États-Unis […] On peut y parvenir en œuvrant en permanence sur tous les fronts existants et aussi en ouvrant de nouveaux fronts de manière à servir les intérêts de l'islam et des musulmans, a-t-il ajouté, et également en intensifiant les opérations militaires qui coûtent financièrement très cher à l'ennemi »[5].

### Troisième trimestre
- Mardi 21 juillet 2009 : Selon un rapport de l'ONU, les États arabes doivent prendre des mesures pour combattre une liste croissante de problèmes liés à « l'insécurité humaine », qui « entrave le développement humain » dont la violence contre les femmes, la gestion des réfugiés, le trafic d'êtres humains, la pauvreté, les guerres civiles, les conflits sectaires et ethniques ainsi que la répression. Parmi les facteurs bloquant : « la fragilité des structures politiques, sociales, économiques et environnementales de la région », « le manque de politique de développement centré sur l'individu » et « la vulnérabilité à l'intervention étrangère ». Le rapport souligne le problème très spécifique des crimes dits « d'honneur », « tout spécialement si les faits reprochés résultent d'une grossesse »[6].

- Jeudi 23 juillet 2009 : La radio publique américaine NPR annonce qu'un des fils d'Oussama ben Laden a probablement été tué dans l'explosion d'un missile tiré par un drone américain au Pakistan à une date indéterminée cette année. Cinquante drones américains ont été tirés depuis le début de 2008, tuant dans les 470 personnes, dont bon nombre de « combattants étrangers »[7].

### Quatrième trimestre
- Dimanche 11 octobre 2009 : Annulation par la Turquie de la participation d'Israël à l'exercice militaire « Aigle anatolien », prévu du 12 au 23 octobre.

- Mardi 13 octobre 2009 : Réunion à Alep (Syrie) du Conseil de coopération stratégique turco-syrien.

- Vendredi 16 octobre 2009 : Le Conseil des droits de l'homme de l'ONU vote une résolution soutenant les conclusions du rapport de Richard Goldstone du 22 septembre sur l'opération israélienne « Plomb durci » contre la Bande de Gaza pour lequel le Hamas a une responsabilité dans les tirs contre Israël mais lors de laquelle Tsahal s'est rendu coupable de « crimes de guerre » et de « possibles crimes contre l'humanité ».

- Jeudi 5 novembre 2009 : Début de l'intervention militaire saoudienne dans la guerre civile au Yémen.

- Lundi 23 novembre 2009 : Début de l'intervention militaire de l'Iran dans la guerre civile au Yémen.

## Arabie saoudite
- 5 novembre 2009 : début des frappes aériennes saoudiennes contre la rébellion houthiste dans la guerre du Saada (Yémen).

## Émirats arabes unis
Les Émirats arabes unis (EAU) sont un État fédéral regroupant sept émirats mitoyens, Abou Dabi, Ajman, Charjah, Doubaï, Foudjaïrah, Ras el-Khaïmah et Oumm al-Qaïwaïn.

## Maghreb
- Mercredi 21 janvier 2009 : Le groupe français Canal+ annonce la commercialisation au Maghreb d'un bouquet de 25 chaînes satellitaires diffusés par Arabsat, l'un des principaux fournisseurs de services de distribution de télévision par satellite dans le monde arabe. Cette offre remplace pallie l'arrêt du signal TPS, à la suite de la fusion des bouquets CanalSat et TPS. Il existe au Maghreb « très forte population francophone passionnée de chaînes de télévision françaises, avec une demande d'offre légale et une très grande notoriété de la marque Canal ».

## Oman
- Samedi 13 juin 2009 : Les pirates somaliens capturent, dans les eaux territoriales d'Oman, un cargo, battant pavillon d'Antigua-et-Barbuda, le « MV Charelle ».